# Kennicutt Point
Kennicutt Point är en udde i Antarktis. Den ligger i Östantarktis. Nya Zeeland gör anspråk på området.
Terrängen inåt land är lite kuperad. Havet är nära Kennicutt Point åt nordost. Trakten är obefolkad. Det finns inga samhällen i närheten.